# Mateusz Święcicki (ur. 1987)
Mateusz Święcicki (ur. 8 lipca 1987) – polski dziennikarz i komentator sportowy.
W 2008 rozpoczął pracę w telewizji Orange Sport. Wcześniej był praktykantem w Canal+Sport. Zatrudniał go Janusz Basałaj, a jednym z zadań rekrutacyjnych było skomentowanie meczu Wisły Kraków z GKS Bełchatów. Mateusz Święcicki stał się wówczas najmłodszym komentatorem telewizyjnym w Polsce. Przed mikrofonem Orange Sport, zadebiutował 20 września 2008 komentując mecz Ekstraklasy pomiędzy GKS-em Bełchatów a Lechią Gdańsk. Oprócz ligi polskiej, tj. Ekstraklasy i I ligi, podczas swojej pracy w Orange, komentował także mecze francuskiej Ligue 1, Pucharu Francji oraz włoskiej Serie A. Prowadził również programy ''Futbol Raport'' i ''Sport Raport 24'', „Ekstraklasa raport”, telewizyjne gale sportowe podsumowujące sezon ligowy i miał udział w realizacji wielu programów swojej stacji. współpracując m.in. z Pawłem Zarzecznym.
Absolwent dziennikarstwa na Uniwersytecie Warszawskim.
W latach 2015–2016 był dziennikarzem portalu Wirtualna Polska, gdzie oprócz pracy dziennikarskiej przygotowywał również materiały wideo oraz komentował spotkania towarzyskie.
1 sierpnia 2016 został komentatorem Eleven Sports, gdzie komentuje piłkarskie rozgrywki Serie A, La Liga. Ligue 1, Bundesligi i wielu innych. Jest jednym z najpopularniejszych i najważniejszych dziennikarzy stacji. Często w duecie z Tomaszem Ćwiąkałą komentował mecze El Clásico. Prowadzi również studio przed meczami piłkarskimi oraz jest jednym z prowadzących programu ''Eleven Gol Live''.
Na antenach Telewizji Polskiej komentował (w parze z Wojciechem Kowalewskim) ze stadionów pięć meczów Mistrzostw Europy 2024 w Niemczech.
Wraz z innym dziennikarzem sportowym, Filipem Kapicą prowadzi stronę internetową 2AngryMen, na której przybliżają oni sylwetki piłkarzy, tworząc m.in. programy dokumentalne. Do sukcesów ich projektu należy m.in. dokument o Paulo Dybali, i pomoc argentyńskiemu piłkarzowi w odnalezieniu polskich korzeni.

## Życie prywatne
Był zawodnikiem drużyny Sparta Jeżowe, występującej w klasie okręgowej.